# Węzeł konstrukcyjny
Węzeł konstrukcyjny – fragment układu prętowego łączący końce prętów ze sobą lub z fundamentem. 
W obliczeniach konstrukcji kratowych najczęściej traktuje się węzły jako idealne przeguby. Uwzględnienie sztywności rzeczywistych połączeń zazwyczaj wpływa nieznacznie na wyniki obliczeń.
W konstrukcjach stalowych węzły są najczęściej wykonywane przez spawanie, rzadziej nitowanie. W konstrukcjach żelbetowych węzły tworzy się przez odpowiednie ukształtowanie zbrojenia. Na schematach statycznych konstrukcji węzły są punktami końcowymi poszczególnych prętów.